# Ледник Милна
Ледник Милна (англ. Milne Ice Shelf, фр. Barrière de Milne) — шельфовый ледник, который является частью бывшего ледника Элсмир. Расположен на серо-западе острова Элсмир, в 270 километрах от поселения Алерт. Это второй по величине шельфовый ледник Северного Ледовитого океана.
В 1986 году шельфовый ледник имел площадь около 290 квадратных километров с центральной толщиной 100 м. Это был последний шельфовый ледник в канадской Арктике, остававшийся незатронутым таянием до июля 2020 года, когда в течение двух дней в результате глобального потепления обрушилось более 40 процентов ледяного покрова. При обрушении были утеряны необитаемый исследовательский лагерь и приборы для измерения расхода воды через шельфовый ледник.